# Jan van Houtem

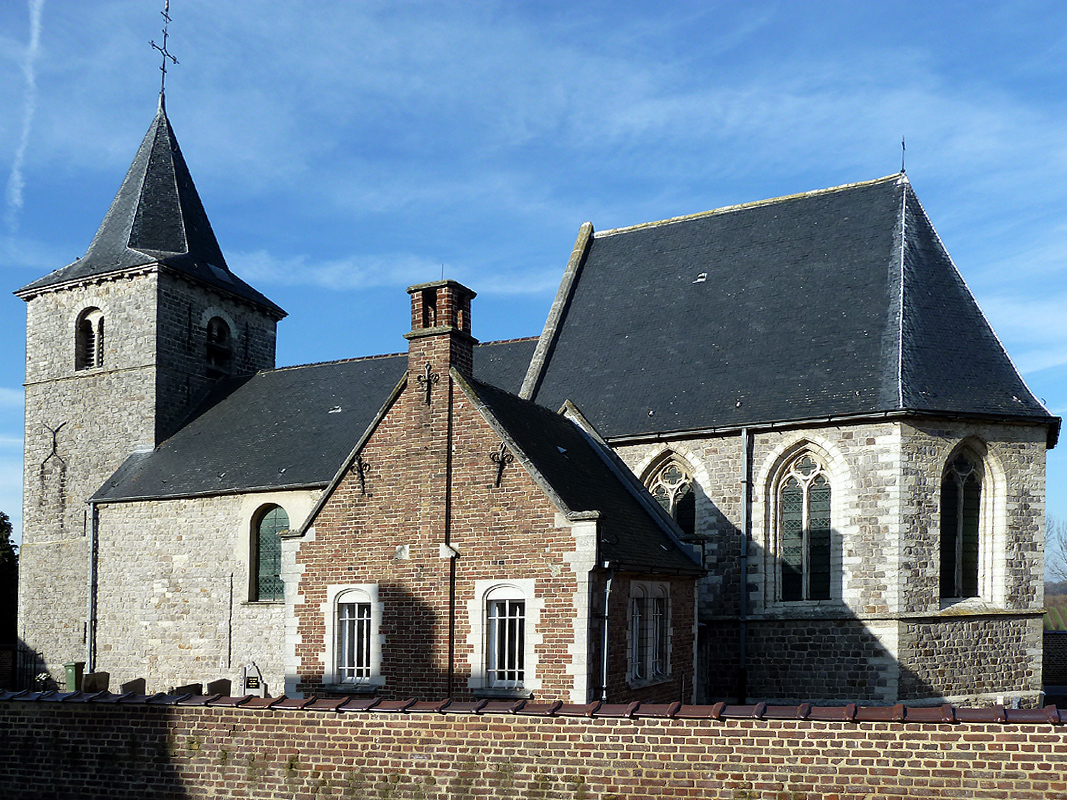
Kerk van Sint-Margriete-Houtem: laatste rustplaats van ridder Jan van Houtem.

Jan van Houtem (Mechelen (?), ca. 1440-1444 - 1504), jonkheer, baron van Sint-Margriete-Houtem en heer van Sint-Martens-Vissenaken, was van 1486 tot 1499 kanselier van het hertogdom Brabant.

## Biografie
Jan werd geboren als zoon van Libert of Hubrecht, heer van Houtem, en Aleyde of Adélaïde van Elderen. Hij studeerde aan de Universiteit van Leuven af in de beide rechten en zou op 6 juni 1477 als buitengewoon raadsman worden benoemd in de Raad van Brabant.
Op 15 februari 1486 werd hij door Maximiliaan van Oostenrijk tot kanselier van het hertogdom Brabant benoemd. Voor zijn diensten bewezen aan de stad Tienen en aan het hertogdom Brabant werd ridder Jan van Houtem, kanselier van Brabant, op 31 december 1486, in aanwezigheid van o.a. de bisschop van Kamerijk en de graaf van Nassau, tot heer van Houtem verheven door keizer Maximiliaan I. De keizer en zijn zoon, aartshertog Filips, beschreven in een begeleidende brief de grenzen van de nieuwe heerlijkheid: behalve Houtem hoorden er ook 'Pepinusvaart' (Pepinusfort), Stok, IJzeren, Boeslinter en een deel van Bunsbeek bij. De toegekende rechten aan ridder Jan van Houtem waren bijzonder groot. Hij werd de enige grondeigenaar van Houtem en in oktober 1488 bovendien verheven tot baron van Sint-Margariete-Houtem. De rechten en de adellijke titel werden erfelijk verklaard. Sint-Margriete-Houtem werd zo de eerste baronie van Brabant, de meest illustere heerlijkheid van het hertogdom. De inwoners van Houtem werden vrijgesteld van alle "tributen, gabellen, tollen of andere exactiën": zij moesten geen belastingen betalen.
Teneinde een einde te maken aan het verzet van de Staten van Brabant tegen zijn benoeming, daar Jan niet van Brabantse afkomst zou zijn, verhief Maximiliaan op 21 september 1488 het land van Houtem tot baronie Houtem. Datzelfde jaar werd ook de wedde van de kanselier verdubbeld (1200 pond), weliswaar onder de voorwaarde dat hij zelf de reizen die hij voor zijn vorst zou ondernemen in Brabant en Limburg dan zelf zou bekostigen. Dankzij de bescherming van baron Jan van Houtem ontsnapten Houtem en Bunsbeek met Sint-Mertens-Vissenaken in 1489 aan de Oostenrijkse strafexpeditie van Albrecht van Saksen, die Tienen en alle omliggende gemeenten plunderde en verwoestte. Een edict van 6 mei 1495 bracht het wedde van de kanselier terug tot duizend pond. In november 1499 legde hij zijn ambt neer.

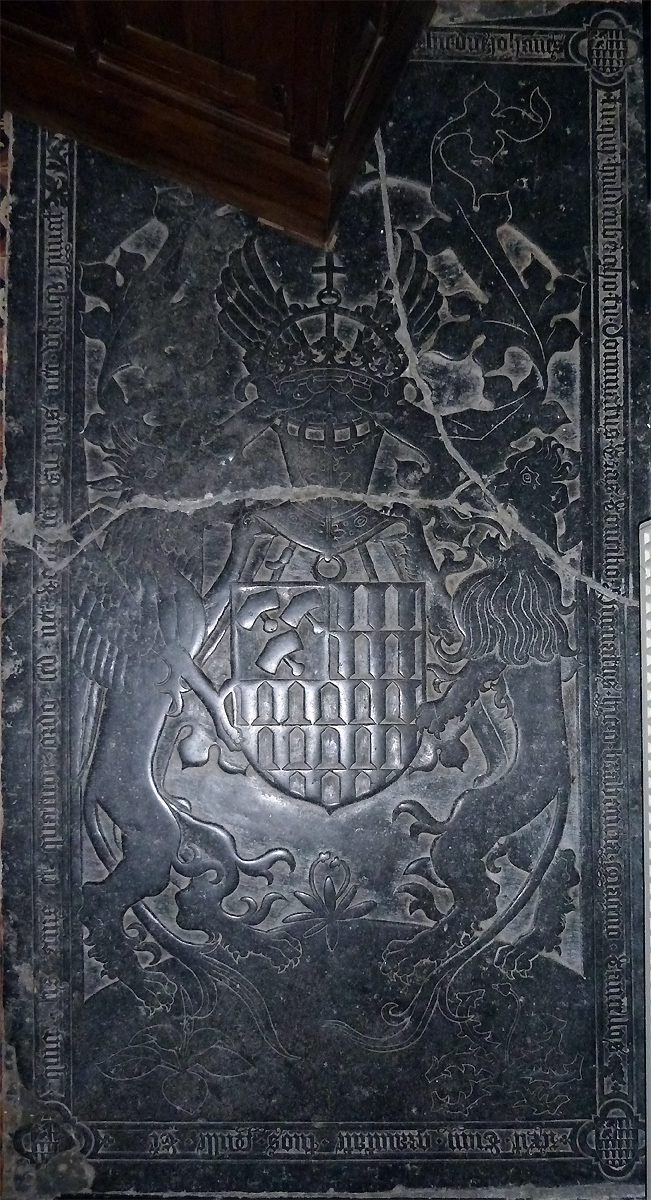
Grafsteen van Jan van Houtem in de Sint-Margrietkerk.

Hij was getrouwd met Marie Van der Spout, dochter van Bernard Van der Spout, heer van Chapelle-Saint-Lambert, en van Elizabeth van Arquennes, dame van Arquennes, Feluy, Libramont en Bousval. Hij zou echter geen wettelijke nakomelingen bij haar krijgen, hoewel hij drie bastaardkinderen (Jan, Maria, Librecht genaamd) zou hebben verwekt, waardoor zijn broer Librecht (II) hem zou opvolgen als baron van Houtem.

## Grafsteen
In de kerk, rechts van het altaar, ligt de grafsteen van Jan van Houtem. Centraal en ook in de vier hoeken prijkt het wapenschild van ridder Jan met de drie hamers (symbolen voor vlijt, sterkte en onbuigzaamheid) in een veld van gestileerde klokken. Het schild hangt vast aan de gevleugelde ridderhelm met kruis, die samen met het schild door twee Brabantse leeuwen rechtop wordt gehouden. Bloemen en grote bladeren wijzen op de vruchtbaarheid van het land.
Merkwaardig is het tekstlint langs de vier randen van de steen waarin het sterfjaar van ridder Jan wordt vermeld: 1504. Jan van Houtem spreekt sarcastisch tot zichzelf: geconfronteerd met de dood blijken functies en titels waardeloos te zijn.
Boven: Heu! baro de Houtemo recubas hic d(omi)ne Johan(n)es
Rechts: Tu qui Huldenbergho tu dominatus eras concilio dignatus hic o Brabantia magno cancellos
Onder: Rexit cum gravitate tuos mille et
Links: quinge(n)tis an(n)is et quatuor ordo sed nec eque(s)ter, eu! jus nec utrumque juvat.
Vertaling:
Ach, baron van Houtem, hier lig je nu op je rug, heer Jan,
Jij die heer was van Huldenberg, en waardig werd bevonden voor de Grote Raad. O Brabant,
Hij beheerde met ernst uw kanselarij
tot het jaar 1504. Helaas, zijn (ridder)orde noch zijn beide rechten helpen hem nu.